# St. Columba's School (Delhi)

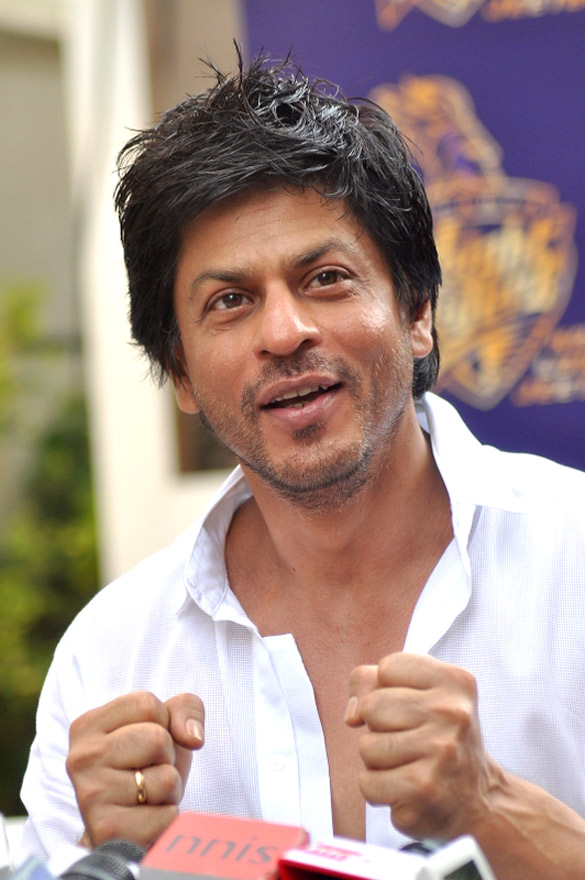
Shahrukh Khan, actor egresado de St. Columba's School

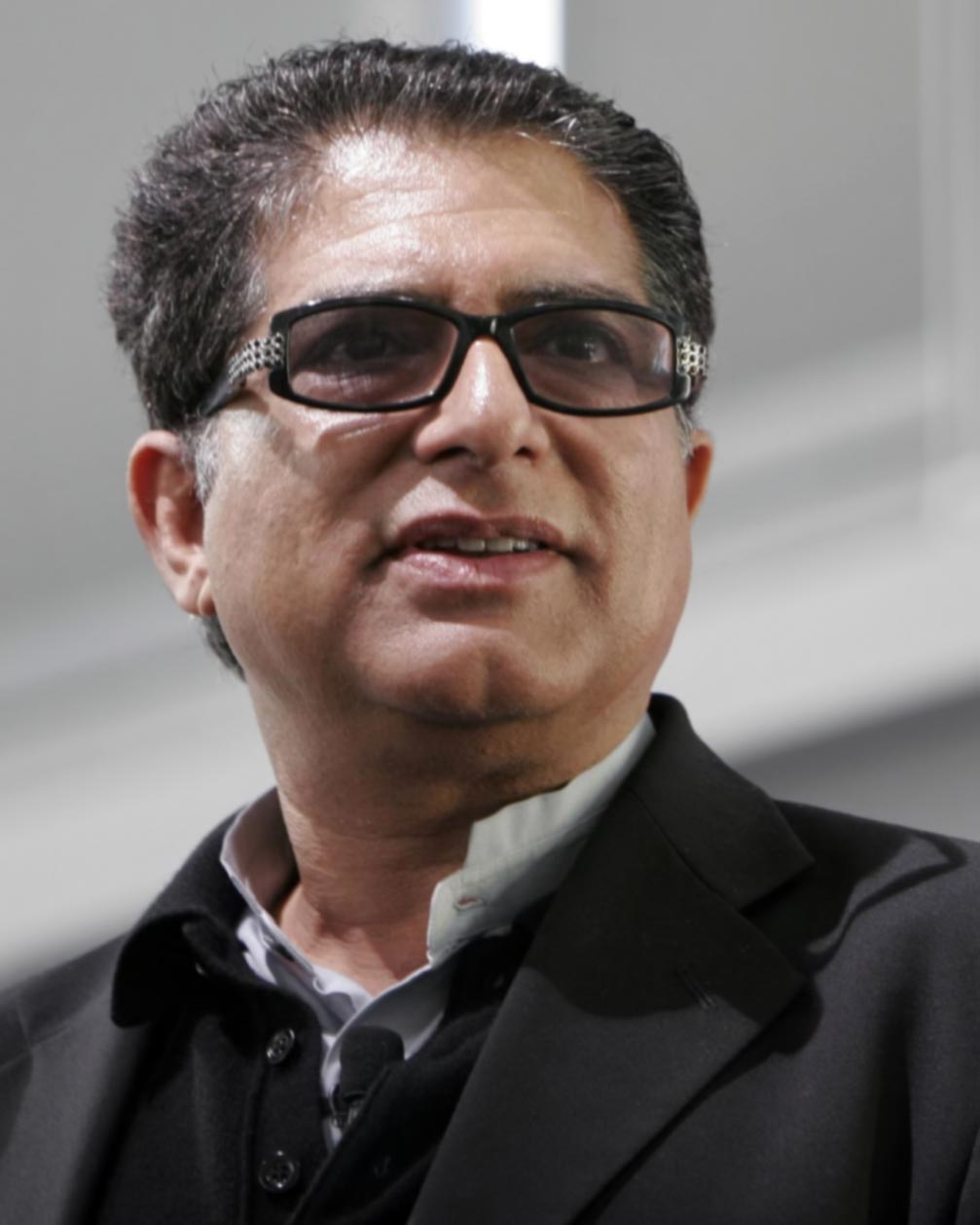
Deepak Chopra, médico y escritor egresado de St. Columba's School

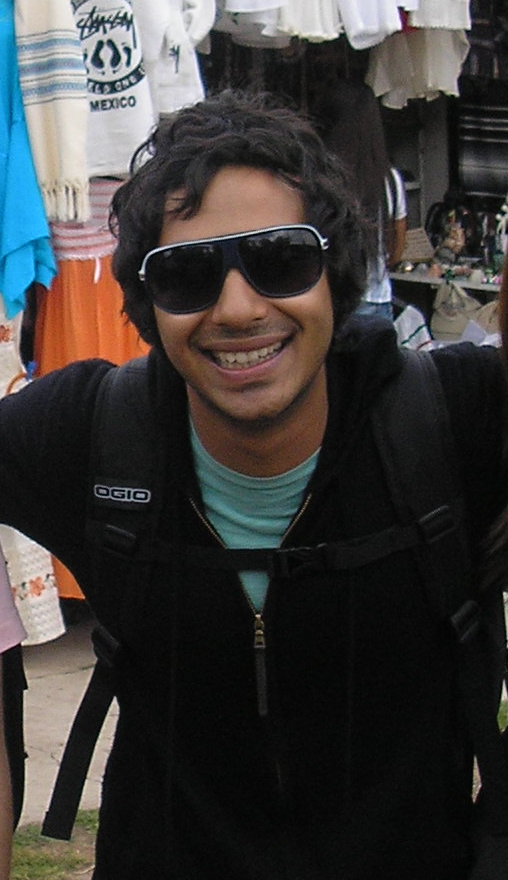
Kunal Nayyar, actor egresado de la escuela egresado de St. Columba's School

St. Columba's School es una escuela en Delhi, India, inaugurada en 1942 y una de las doce escuelas de la provincia india de la Congregación de los Hermanos Cristianos, fundada por Edmund Ignace Rice, un misionero y maestro católico. El sistema educativo CBSE se ha establecido aquí desde 1991. St. Columba's está ubicado en el centro de Delhi. La escuela solo acepta niños.